# 大田作物列表
大田作物 指在田间进行大面积栽培的农艺作物，即粮、棉、油、麻、丝、茶、糖、烟和饲料等作物，又称农作物，俗称庄稼。对这种狭义的作物进行栽培与管理即 作物栽培。
大田作物可分为两大类：粮食作物、经济作物。前者包括：谷类作物、豆类作物、薯类作物；后者包括：纤维作物、油料作物、糖料作物、绿肥作物、嗜好作物、染料作物、饲料作物、能源作物等。
大田作物列表 包括所有大田作物的中文名，英文名和拉丁学名。

## 粮食作物
- 水稻，rice
- 小麦，wheat
- 玉米，maize

## 油料作物
- 蓖麻
- 麻风树
- 大豆，soybean

## 生物能源

### 非食物能源作物
- 柳枝稷
- 桐油树
- 须芒草

### 食物能源作物
- 玉米
- 甘蔗，sugarcane
- 油菜籽